# Эд-Дали (мухафаза)
Эд-Дали (араб. الضالع‎) — одна из 21 мухафазы Йемена.

## География
Расположена в юго-западной части страны. Граничит с мухафазами: Лахдж (на юге и востоке), Эль-Бейда (на севере), Ибб (на западе) и Таиз (на юго-западе).
Площадь составляет 4 786 км². Административный центр — город Эд-Дали. Другие крупные населённые пункты — Каатаба, Джубан.

## Население
По данным на 2013 год численность населения составляет 615 396 человек.
Динамика численности населения мухафазы по годам:
| 1994    | 2004    | 2013    |
| ------- | ------- | ------- |
| 330 062 | 470 460 | 615 396 |